# Gayane Chiloyan
Gayane Chiloyan (Armeens: Գայանե Չիլոյան) (Jerevan, 27 september 2000) is een atleet uit Armenië.
Op de Olympische Zomerspelen van Rio de Janeiro in 2016 liep ze de 200 meter.
Ze was, 15 jaar oud, op dat moment de jongste deelneemster voor Armenië uit de geschiedenis.
In 2018 nam ze deel aan de 200 meter op de Europese juniorenkampioenschappen, waar ze zesde werd.
- World Athletics: 14633254